# 高菱鲷
高菱鲷（学名：Antigonia capros）为輻鰭魚綱鱸形目羊魴科菱鲷属的鱼类。分布于南非、锡兰、印度尼西亚、菲律宾、澳洲、日本、太平洋、印度洋、大西洋均有以及南海和东海等，棲息深度50-900公尺，體橘紅色，體具有3條紅色橫帶，體長可達30.5公分，可作為食用魚。该物种的模式产地在马德拉海巴巴多斯。
它体长可达30.5公分，在50至900公尺深之海域生活。